# Федір Вешняк

Сучасний ілюстративний портрет, художник Данило Нарбут

Фе́дір Вешня́к-Якубо́вич (? — 1650) — український політичний і державний діяч, військовик, дипломат. Писар в реєстровому козацькому війську (1636—1637). Учасник Хмельниччини. Чигиринський полковник (1648—1650). 

## Біографія
Народився на Полтавщині. Навчався в Києво-Могилянській колегії. У квітні 1648 року разом із Филоном Джеджалієм очолив повстання реєстрових козаків у Кам'яному Затоні та став прибічником Богдана Хмельницького.У травні — червні 1648 року очолював перше офіційне посольство України в Польщі.
У травні 1649 року очолював посольство України в Росії. Двічі був на аудієнції у московського царя Алєксєя Міхайловіча. У 1649 року під час облоги Збаража та Зборівської битви призначався наказним гетьманом.

## Вшанування пам'яті
В Черкасах існує провулок Федора Вешняка.